# Félix Erausquin
Félix Erausquin Erausquin (Ubide, Vizcaya, España, 20 de noviembre de 1907 - 7 de mayo de 1987) fue un atleta español especializado en las pruebas de lanzamientos. Es uno de los atletas que más campeonatos de España ha logrado, habiéndose proclamado en 19 ocasiones campeón de distintas modalidades atléticas de lanzamiento, siendo junto a García Tuñón, Ignacio Izaguirre y Miguel de la Quadra-Salcedo los únicos que han sido capaces de ser campeones de España en tres de las cuatro disciplinas de lanzamiento. También fue el inventor de un revolucionario método de lanzamiento de jabalina en 1956.

## Actividad deportiva
Fue campeón de España en 19 ocasiones, distribuidas de la siguiente manera:
- 9 veces de Lanzamiento de peso: 1932, 1933, 1935, 1936, 1940, 1942, 1943, 1944 y 1949.
- 9 veces de Lanzamiento de disco: 1932, 1933, 1936, 1940, 1942, 1943, 1945, 1947 y 1948.
- 1 vez de Lanzamiento de jabalina: 1933.

Ostentó el récord de España en dos disciplinas:
- Lanzamiento de peso: batió el récord en dos ocasiones en 1936. Su plusmarca de 13,90 m duró hasta 1948.
- Lanzamiento de disco: batió 5 veces el récord, batiendo los dos primeros en 1936. Volvió a batirlos en 1943 y 1948. Su plusmarca de 44,49 m se mantuvo hasta 1949.

También fue 8 veces campeón de España de lanzamiento de Barra. Esta modalidad de lanzamiento es tradicional en toda España con diferentes variantes regionales como la barra castellana, la barra vasca y la barra aragonesa, que difieren entre ellas en la forma de lanzar la barra y en el peso de la misma. Durante unos años formó parte de las competiciones atléticas españolas, llegando a estar a punto de acudir a los Juegos Olímpicos de Berlín 1936 como deporte de exhibición. Obtuvo esos títulos de forma alterna entre 1933 y 1957. También ostentó el récord de España de esta modalidad en numerosas ocasiones.
Debido a condicionantes políticos no pudo participar en competiciones internacionales hasta los Juegos Olímpicos de Londres 1948. Con 41 años de edad, pero con el vigente título de campeón de España de lanzamiento de disco bajo el brazo participó en esta disciplina en dicha Olimpiada. Quedó 14º de 28 participantes.
Batió 2 veces el récord de España de peso en 1936 (13,33 en Tolosa y 13,90 en París, marca que duró hasta 1948) y 3 el de disco (41,82 en 1943 y 44,02-44,49 en 1948). En cuanto a la barra vasca, dado que el inicio de la cronología (hacia 1930) es discutible, considerando sólo las marcas a partir de 30 metros, sus récords son 8 (desde 32,26 en 1932 hasta 46,85 en 1953). Hay que señalar que con posterioridad a sus últimos récords (nacionales) mejoró 2 marcas personales en 1959 a los 51 años (44,56 en disco y 49,09 en barra vasca), hecho insólito en nuestro ámbito que sólo tiene un par de casos similares a nivel mundial. El número de sus títulos vizcaínos es realmente impresionante: 20 en disco, 19 en barra vasca, 15 en peso, 4 en jabalina, 1 en martillo y 1 en triple salto, o sea 60 en total, en un período que va desde 1928 hasta 1961 (o sea con una diferencia de 33 años). Fue olímpico en los Juegos de Londres (1948) en disco. En 1966 al iniciarse oficialmente la actividad veterana, junto a su colega Celaya, tres años más joven, coparon el podio durante varios años en los Campeonatos de España, destacando su victoria en disco en el Campeonato del Mundo de 1979, en Hannover, con 39,44 (artefacto de 1kg. en la categoría +70). Falleció en 1987.
Además de haber sido un gran deportista en el mundo del atletismo, cuando era joven también destacó en el mundo del boxeo, conocido como "la coz de mula" entre sus adversarios, debido al gran tamaño de sus manos. Sus familiares dicen que para poder tocar el piano de forma correcta, tenía que tocar las teclas poniendo los dedos de lado, porque si no le tocaba 2 teclas con el mismo dedo.

## Elestilo Erausquinoestilo español
Félix Erausquin fue un atleta de gran longevidad. Hasta 1966 (con 58 años de edad) no pasó a competir en categoría de veteranos. En 1961, con 53 años de edad, llegó a proclamarse Campeón de Vizcaya de una de las disciplinas de lanzamiento. En 1959, con 51 años de edad batió varias de sus plusmarcas personales en disciplinas donde había tenido con anterioridad el récord de España.
Unos años antes, en 1956, cuando ya contaba con 48 años de edad, Félix Erausquin revolucionó el mundillo del atletismo con una innovadora técnica de lanzamiento de jabalina. Ese año tuvo la genial ocurrencia de probar a lanzar la jabalina utilizando la técnica de los palankaris o lanzadores de barra vasca, imprimiendo una rotación a la jabalina. Conocía bien esta técnica, ya que se había proclamado en numerosas ocasiones campeón de lanzamiento de barra. En el Estadio de Montjuic realizó un lanzamiento de jabalina siguiendo esa técnica y logró batir sin dificultad el récord de España, a pesar de que era ya un veterano de 48 años. Esa nueva forma de lanzar la jabalina fue bautizada por los medios de prensa como estilo Erausquin o estilo español y supuso una revolución en esa disciplina. El mismo Erausquin y los seguidores que tuvo, como José Antonio Iguarán, Manuel Clavero Minguillón y Miguel de la Quadra Salcedo mejoraron esa técnica y obtuvieron cada vez mejores resultados, hasta el punto de que el joven De la Quadra Salcedo llegó a batir el récord del Mundo de lanzamiento de jabalina, superando por primera vez los 100 metros (con una marca de 112 metros). Sin embargo, según la IAAF se trataba de una técnica muy peligrosa para lanzadores inexpertos, por lo que decidió evitarla introduciendo modificaciones en el reglamento, prohibiendo que tanto el lanzador como la jabalina pudieran estar orientados en algún momento de espaldas a la zona de lanzamiento. Ninguno de los récords obtenidos con el estilo español llegaron a ser homologados. El propio Erausquin se proclamó en 1957 campeón de España de lanzamiento de jabalina al estilo español con un lanzamiento de 81,76 m. Esta fue la única vez que se disputó oficialmente este título, ya que la IAAF prohibió esa modalidad de lanzamiento. Su mejor registro con esta técnica fue de 83,40 m, a escasos 26 cm del entonces récord mundial obtenido mediante el estilo tradicional.